# Huskvarnabergens naturreservat
Huskvarnabergen är ett naturreservat i Hakarps socken i Jönköpings kommun i Småland.
Huskvarnabergen är en del av Östra Vätterstranden, vilken har klassats som riksintresseområde. I Norra Klevaliden vid södra delen av Huskvarnabergen finns Huskvarna slalombacke och Idrottsklubben Hakarpspojkarnas stuga. 

## Bilder

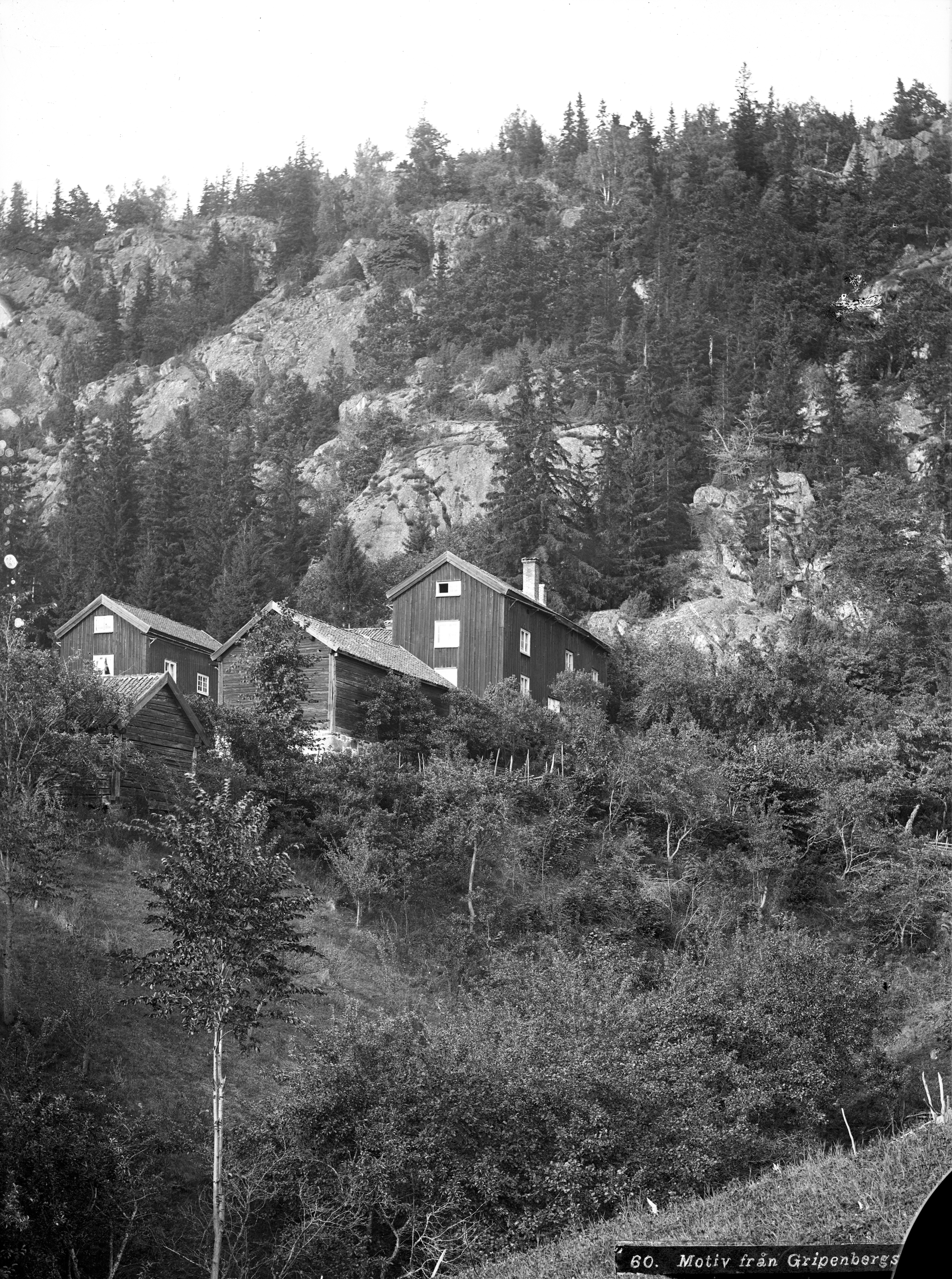
Brunstorps gård, sedd från Gripenbergsbanans banvall
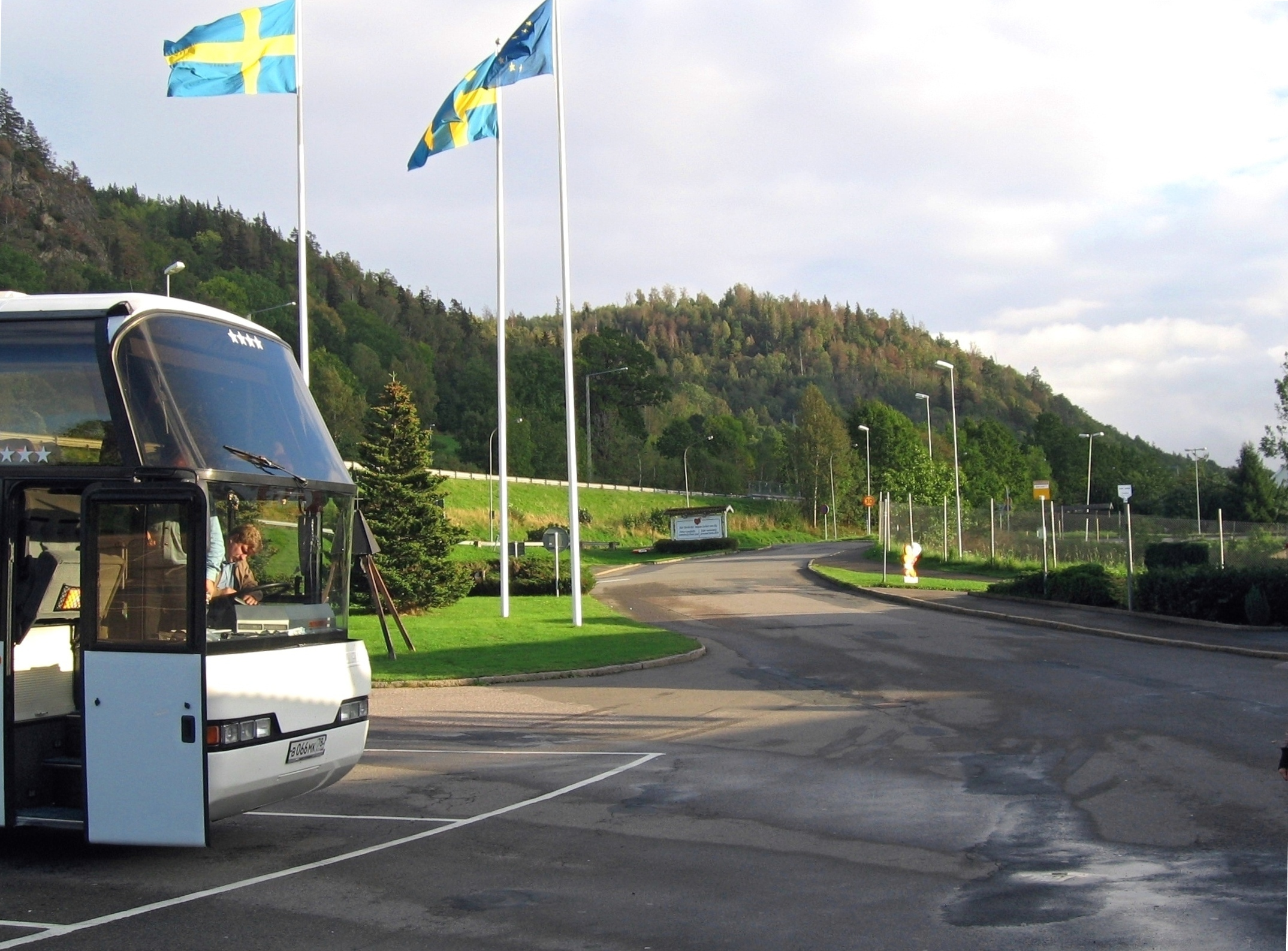
Utsikt mot Huskvarnaberget